# Bernhard Irrgang (Philosoph)
Bernhard Erich Oskar Irrgang (* 22. August 1953 in Würzburg; † 7. Februar 2024 in Dresden) war ein deutscher Technikphilosoph und Ethiker.

## Leben und Wirken
Bernhard Irrgang studierte Philosophie, katholische Theologie, Germanistik und Indologie in Würzburg, Philosophie und Theologie auch in Passau und München. Sein erstes Staatsexamen für das Lehramt an Gymnasien absolvierte er im Jahr 1979 in den Fächern Deutsch, Katholische Religionslehre und Philosophie. Seine Dissertation schrieb er über die Skepsis in der Aufklärung und wurde 1982 in Würzburg zum Doktor der Philosophie promoviert. Er erhielt ein Stipendiat der Bischöflichen Studienförderung Cusanuswerk in der Grund- und Promotionsförderung. Nach dem zweiten Staatsexamen 1985 folgte 1991 eine Promotion in Theologie in Würzburg und München über das Thema Christliche Umweltethik. Im Jahr 1996 folgte in Bamberg die Habilitation im Fach Philosophie mit einer Arbeit über Forschungsethik Gentechnik und neue Biotechnologie, betreut von Walther Zimmerli.
Nach Lehrtätigkeiten an der Universität Würzburg in den Jahren 1982 und 1983 und an der TU Braunschweig 1985 im Fach Philosophie wechselte er 1986 als Assistent in theologischer Ethik an die Universität München und 1992 nach Siegen. Von 1988 bis 1993 hielt er interdisziplinäre Seminare am Genzentrum München ab, darin von 1992 und 1993 als Lehrbeauftragter des Zentrums. 1993 wechselte er an die TU Dresden. Von 1993 bis 2019 lehrte er dort als Professor für Technikphilosophie und leitete anfangs das Zentrum für Interdisziplinäre Technikforschung – mit Emeritierung im Jahr 2019.
Irrgang war Mitglied in der Arbeitsgruppe „Innovation“ der Deutschen Akademie der Technikwissenschaften (acatech, 2004–2008) und Mitglied in der Projektbetreuung zur personalisierten Medizin und Patientenkarte sowie zum altersgerechten Wohnen in Smart Homes (2010–2015).
Am Indian Institute of Technology Madras in Indien übernahm Irrgang 2003 eine Gastprofessur. Er leistete ab ehrenamtliche Politikberatung für die EU; für die Deutsche Bischofskonferenz und das Bundesministerium für Bildung und Forschung (BMBF), in dessen ITA-Beraterkreis er wirkte. 2017 wurde er in den ITA Beraterkreis für Forschungsberatung beim BMBF berufen – im Themenfeld: 1 Künstliche Intelligenz und virtuelle Realitäten.
Irggang war nach seiner Emeritierung weiterhin als Autor zahlreicher Publikationen tätig sowie in den von ihm gegründeten Forschungsgruppen. Er war Mitbegründer der Zeitschriften- und Buchreihe Forum für Interdisziplinäre Forschung und dort Mitherausgeber seit 1988. Er arbeitete mit beim Philosophischen Literaturanzeiger und bei Ethica. Außerdem war er Herausgeber der Buchreihe Technikhermeneutik.

## Forschungsschwerpunkte
Irrgangs internationale Lehr-/Forschungstätigkeit hatte Schwerpunkte in Süd-, Südost und Ostasien, Südamerika und den USA, mit den wissenschaftlichen Schwerpunkten Kulturtheorie der Technik, Technologie- und Kulturtransfer, Techno-science und Techno-research, hypermoderne Technologie (Gentechnologie, Biomedizin, Informationstechnologie, KI und Expertensysteme, Robotik), Neue Kriege und Cyberwar, Neurophilosophie und Anthropologie, Grenzfragen Biologie/Philosophie.
Seine Arbeitsschwerpunkte von 2014 bis 2019 waren Technikhermeneutik als Technikgestaltung, Evolutionäre Erkenntnistheorie, neuronale Entwicklungsbiologie und kognitive KI, Synergetische Hermeneutik und synergetisch-strukturale Prozessphänomenologie sowie Modellierung technologisch-ökonomischer Entwicklungspfade als Alternative zur Neoklassik
Im Einzelnen – die Kulturtheorie der Technik, Technologie- und Kulturtransfer, Forschung und Ethik in den Bereichen hypermoderne Technologie (neue Gentechnologie, Biomedizin, Systembiologie, Informationstechnologie, KI und Expertensysteme, Robotik). Intradisziplinäre Beschäftigung mit Grenzfragen moderner Technologien (u. a. Robotik, moderne Kriege und modern warfare), speziell mit Grenzfragen der Biologie/Philosophie, Bioethik und Umweltethik. Dies führte zu der Erarbeitung einer umfassenden Biophilosophie, zu technologisch-ökonomische Entwicklungspfaden im Rahmen hypermoderner Technologie und Kultur unter dem Zeichen der Nachhaltigkeit.
Zum Thema Moderne Kriege, Modern Warfare und den Einsatz von Drohnen und Kampfroboter schrieb Irrgang eine „Ethik-Bewertung“ (Drohnen und Kampfroboter. Neue Militärtechnik für den gerechten Krieg im Globalisierungsstrudel?), die kontrovers diskutiert wurde. Er kam zu dem Schluss, dass autonome Waffensysteme sich einer ethischen Bewertung entziehen, damit ethisch nicht „vertretbar“ seien – immer ein Mensch die letzte Kontrolle ausüben muss. „Dabei muss der Einsatz autonomer oder semi-autonomer Militärtechnik der Kontrolle durch Menschen unterliegen, weil Maschinen weder Bewusstsein noch Sittlichkeit aufweisen, um im moralischen Sinne zurechenbar entscheiden zu können. Gemäß dem technologischen Imperativ könnte völlig autonome militärische Technik zwar entwickelt werden, ihr Einsatz allerdings könnte sich als nicht verantwortbar herausstellen. Letztlich muss die Verantwortung dem Befehlshaber zukommen. Militärtechnik muss der Kontrolle des Menschen unterliegen, da ethische Überlegungen sonst ins Leere laufen.“
Auch nach seiner Emeritierung war Irrgang in der Forschung tätig. Die Schwerpunkte seiner Arbeit an einer Ethik der Zukunft waren – Wege zu ökosozialen hypermodernen Technologiezivilisationen – technokratische und ökoliberale Denkansätze in Gesellschaft, Ökonomie und Kultur – Erforschung/ethische Betrachtung des Übergangsfeldes zwischen Industriegesellschaft im Globalisierungsstrudel und einer hypermodernen Welt-Zivilisation. Außerdem Transformation der Philosophy of Mind (die Entwicklung der Verbindung Körper/Geist) im Umfeld von evolutionärer Erkenntnistheorie, Neurowissenschaften und der Revolution durch Künstliche Intelligenz, Cyberspace-Technologisierung und Robotik. Er befasste sich ebenfalls mit der Biophilosophie der Evolution u. a. vor dem Hintergrund der synergetischen Kybernetik und Bionik in der Transformations-Biotechnologie.

## Veröffentlichungen (Auswahl)

### Monographien
- Skepsis in der Aufklärung. Haag und Herchen, Frankfurt 1982, ISBN 978-3-88129-590-1.
- Christliche Umweltethik. Eine Einführung. Reinhardt, München/Basel 1992, ISBN 978-3-8385-1671-4.
- Lehrbuch der Evolutionären Erkenntnistheorie. Thesen, Konzeptionen und Kritik. Reinhardt, München/Basel 1993, ISBN 978-3-497-01297-8.
- Grundriss der medizinischen Ethik. Reinhardt, München/Basel 1995, ISBN 978-3-497-01335-7.
- Forschungsethik, Gentechnik und neue Biotechnologie. WBG, Stuttgart/Leipzig 1997, ISBN 978-3-8047-1452-6.
- Praktische Ethik aus hermeneutischer Perspektive. Schöningh, Paderborn 1998, ISBN 978-3-506-99500-1.
- Humangenetik auf dem Weg in eine neue Eugenik von unten? Bad Neuenahr-Ahrweiler 2002 (Online [PDF]).
- Natur als Ressource, Konsumgesellschaft und Langzeitverantwortung. Zur Philosophie nachhaltiger Entwicklung (= Technikhermeneutik. Nr. 2). Thelem, Dresden 2002, ISBN 978-3-935712-35-4.
- Von der Mendelgenetik zur synthetischen Biologie. Epistemologie der Laboratoriumspraxis Biotechnologie (= Technikhermeneutik. Nr. 3). Thelem, Dresden 2003, ISBN 978-3-935712-44-6.
- Technik im südlichen und östlichen Asien - Philosophisch-kulturelle Aspekte von Technikhöhe und Techniktransfer zwischen Europa, Indien und China, Thelem Verlag (=Technikhermeneutik. Nr.4.), Dresden 2008, ISBN 978-3-933592-29-3
- Posthumanes Menschsein? Künstliche Intelligenz, Cyberspace, Roboter, Cyborgs und Designer-Menschen – Anthropologie des künstlichen Menschen im 21. Jahrhundert. Steiner, Stuttgart 2005, ISBN 978-3-515-08592-2.
- Einführung in die Bioethik. Fink, München 2005, ISBN 978-3-7705-4084-6.
- Technologietransfer transkulturell. Komparative Hermeneutik von Technik in Europa, Indien und China (= Dresden Philosophy of Technology Studies. Nr. 1). Lang, 2005, ISBN 978-3-631-54700-7, ISSN 1861-423X.
- Hermeneutische Ethik. Pragmatisch-ethische Orientierung in technologischen Gesellschaften. WBG, Darmstadt 2007, ISBN 978-3-534-20269-0.
- Gehirn und leiblicher Geist. Phänomenologisch-hermeneutische Philosophie des Geistes. Steiner, Stuttgart 2007, ISBN 978-3-515-08988-3.
- Technik als Macht. Versuche über politische Technologie. Kovač, Hamburg 2007, ISBN 978-3-8300-3119-2.
- Philosophie der Technik. WBG, Darmstadt 2008, ISBN 978-3-534-21838-7.
- Der Leib des Menschen. Grundriss einer phänomenologisch-hermeneutischen Anthropologie. Steiner, Stuttgart 2009, ISBN 978-3-515-09349-1.
- Grundriss der Technikphilosophie. Hermeneutisch-phänomenologische Perspektiven. Königshausen & Neumann, Würzburg 2009, ISBN 978-3-8260-4155-6.
- Von der technischen Konstruktion zum technologischen Design. Philosophische Versuche zur Theorie der Ingenieurspraxis. Lit, Berlin, Münster 2010, ISBN 978-3-643-10512-7.
- Homo Faber. Arbeit, technische Lebensform und menschlicher Leib. Königshausen & Neumann, Würzburg 2010, ISBN 978-3-8260-4347-5.
- Internetethik. Philosophische Versuche zur Kommunikationskultur im Informationszeitalter. Königshausen & Neumann, Würzburg 2011, ISBN 978-3-8260-4512-7.
- Projektmedizin. Neue Medizin, technologie-induzierter Wertewandel und ethische Pragmatik. Steiner, Stuttgart 2012, ISBN 978-3-515-10101-1.
- Handling Technical Power. Philosophy of Technology. Steiner, Stuttgart 2014, ISBN 978-3-515-10919-2.
- Technologische Entwicklungspfade. Innovation und Folgelasten. Macht und Ohnmacht angewandter Ethik bei der Einbettung nutzerfreundlicher Technologie. Königshausen & Neumann, Würzburg 2016, ISBN 978-3-8260-5915-5.
- Evolutionär orientierte Bioethik im Zeitalter der Life-Sciences. Einführung in die nichtmedizinische Bioethik aus hermeneutisch-phänomenologischer Perspektive. Peter Lang, Frankfurt/M. 2016, ISBN 978-3-631-67706-3.
- Roboterbewusstsein, automatisiertes Entscheiden und Transhumanismus. Anthropomorphisierungen von KI im Licht evolutionär-phänomenologischer Leib-Anthropologie. Königshausen & Neumann, Würzburg 2020, ISBN 978-3-8260-6983-3.
- Wege zu ökosozial-liberalen hypermodernen Technologiezivilisationen Networking, KI, Kybernetik und Synergetik. Die Rolle von Wissenschaft und Technologie. Koenigshausen & Neumann, Würzburg 2022, ISBN 978-3-8260-7778-4.
- Vom impliziten technischen Wissen zum technologischen Design von KI und Biotechnologie. Cyberphilosophie des Designkonzeptes der Tüftler und reflektierten Praktiker. Koenigshausen & Neumann, Würzburg 2022, ISBN 978-3-8260-7578-0.

### Als Herausgeber
- mit Matthias Lutz-Bachmann: Begründung von Ethik. Beiträge zur philosophischen Ethik-Diskussion heute. Königshausen & Neumann, Würzburg 1990, ISBN 978-3-88479-415-9.
- mit Jörg Klawitter: Künstliche Intelligenz. Hirzel, Stuttgart 1990, ISBN 978-3-8047-1122-8.
- mit Ricardo Maliandi: Technikphilosophie in Lateinamerika. Themen, Probleme und Entwicklungsperspektiven am Beginn des 21. Jahrhunderts. (= Technikhermeneutik Nr. 1). Thelem, Dresden 2003, ISBN 978-3-935712-34-7.
- mit Sybille Winter: Modernität und kulturelle Identität. Konkretisierungen transkultureller Technikhermeneutik im südlichen Lateinamerika. (= Dresden philosophy of technology studies Nr. 2), Lang, Frankfurt/M. u. a. 2007, ISBN 978-3-631-56693-0, ISSN 1861-423X
- mit Thomas Rentsch: Bioethik in der philosophischen Diskussion (= Dresdener Hefte für Philosophie 12), Thelem, Dresden 2010, ISBN 978-3-937672-26-7.
- mit Arun Kumar Tripathi: Critics of technological lifeworld. Peter Lang, Frankfurt/M. u. a. 2011, ISBN 978-3-631-58570-2.
- mit Michael Funk: Robotics in Germany and Japan. Philosophical and Technical Perspectives. Peter Lang, Frankfurt/M. 2014, ISBN 978-3-631-62071-7.
- mit Thomas Rentsch: „Leib“ in der neueren deutschen Philosophie. Königshausen & Neumann, Würzburg 2015, ISBN 978-3-8260-4769-5.
- mit Michael Funk, Silvio Leuteritz: Cyberwar @ Drohnenkrieg. Neue Kriegstechnologien philosophisch betrachtet. (= Technologien philosophieren 2), Königshausen & Neumann, Würzburg 2017, ISBN 978-3-8260-6043-4.

## Belege
1. ↑  Library of Congress LCCN Permalink n84126433. Abgerufen am 14. Februar 2024.
2. ↑  Eintrag im Katalog der Deutschen Nationalbibliothek
3. ↑  Johannes Rohbeck: Nachruf auf Prof. em. Dr. Dr. Bernhard Irrgang. In: Technische Universität Dresden. 1. März 2024, abgerufen am 15. März 2024.
4. 1 2  Prof. Dr. Dr. Bernhard Irrgang. In: Technische Universität Dresden. 12. November 2017, abgerufen am 5. Mai 2024.
5. 1 2 3 4 5  ITA-Beraterkreis – Themenfeld 1: Künstliche Intelligenz und virtuelle Realitäten. In: Bundesministerium für Bildung und Forschung. Bundesministerium für Bildung und Forschung, Dezember 2017, abgerufen im März 2024.
6. ↑  ETHICA – Autoren. In: Imago Mundi. Abgerufen am 22. März 2024.
7. ↑  Thelem Verlag: Buchreihe Philosophie & Ethik – Technikhermeneutik – Hg. Bernhard Irrgang. In: Thelem Verlag, Dresden, Thelem-Reihen. Thelem Verlag Dresden, 31. Dezember 2003, abgerufen am 5. Mai 2024.
8. 1 2 3  Arbeitsschwerpunkte in Lehre und Forschung mit neuem Forschungs- und Doktorandenteam in den letzten Jahren der Professur für Technikphilosophie (2014 bis 2019). In: Technische Universität Dresden – Institut für Philosophie – Professur Technikphilosophie. 2020, abgerufen am 5. Mai 2024.
9. 1 2  Bernhard Irrgang: Drohnen und Kampfroboter. Neue Militärtechnik für den gerechten Krieg im Globalisierungsstrudel? In: Imago Mundi – Archiv "Ethica" (ETHICA 22 (2014) 2, S. 139–161). Resch Verlag und Buchhandel, Juni 2017, abgerufen am 15. März 2024.
10. ↑  ETHICA 22 (2014) 2, 160 – 161
11. ↑  Literatur von und über Bernhard Irrgang im Katalog der Deutschen Nationalbibliothek

| Personendaten    | Personendaten                          |
| ---------------- | -------------------------------------- |
| NAME             | Irrgang, Bernhard                      |
| ALTERNATIVNAMEN  | Irrgang, Bernhard Erich Oskar          |
| KURZBESCHREIBUNG | deutscher Technikphilosoph und Ethiker |
| GEBURTSDATUM     | 22. August 1953                        |
| GEBURTSORT       | Würzburg                               |
| STERBEDATUM      | 7. Februar 2024                        |
| STERBEORT        | Dresden                                |